# Turnu Ruieni
Turnu Ruieni é uma comuna romena localizada no distrito de Caraș-Severin, na região histórica do Banato (parte da Transilvânia). A comuna possui uma área de 160.91 km² e sua população era de 3581 habitantes segundo o censo de 2007.